# Las Piedras (distrito)
Las Piedras é um distrito do Peru, departamento de Madre de Dios, localizada na província de Tambopata.

## Transporte
O distrito de Las Piedras é servido pela seguinte rodovia:
- PE-30C, que liga o distrito de Urcos (Região de Cusco) à Ponte Binacional Brasil-Peru (Fronteira Brasil-Peru) - e a rodovia federal brasileira BR-317 - no distrito de Iñapari (Região de Madre de Dios)
- MD-102, que liga o distrito à cidade de Tambopata[1][2][3]